# Лобода головчаста
Лобода головчаста, лобода голівчаста, лобода головата (Chenopodium capitatum (L.) Asch.) — вид рослин з роду лобода (Chenopodium) родини амарантових (Amaranthaceae). Народні назви: полунична лобода (англ. strawberry goosefoot), полуничний шпинат (англ. strawberry-spinach), індіанські чорнила (англ. Indian-ink).

## Загальна біоморфологічна характеристика

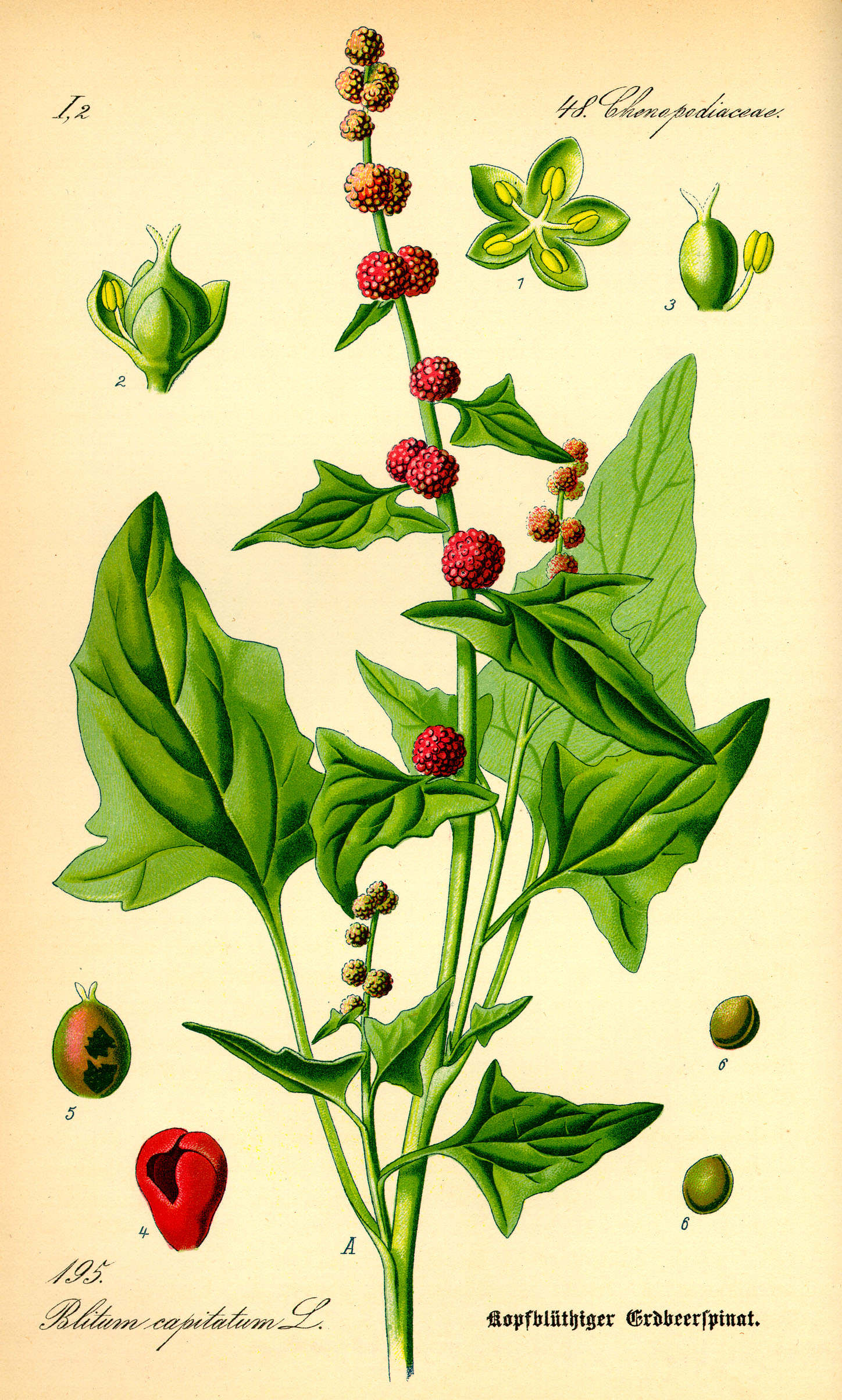
Ілюстрація з видання Отто Вільгельма Томе Томе «Flora von Deutschland, Österreich und der Schweiz» («Флора Німеччини, Австрії та Швейцарії») 1885 року

Однорічна трав'яниста рослина з тонкими стрижневим коренем. Стебло прямостояче, 10-50 см заввишки, зазвичай гіллясте, м'ясисте, жовтувато-зелене, голе. Листки чергові, на черешках, трикутні, широко стрілоподібні, 2-10 см завдовжки, цільні або хвилясто-зубчасті. Квіти обох статей або просто жіночі, темно-червоні, м'ясисті, крихітні, з 3-5 м'ясистими чашолистками, пелюстки вузько яйцеподібні. Суцвіття кругле 1-1,5 см в діаметрі, виходить з пазух листя. Цвіте з червня по серпень. Плоди — еліптичні сім'янки. Насіння чорне, лінзоподібне, маленьке, близько 1 мм, укладене в червоні, м'ясисті чашечки.

## Поширення
Північноамериканський вид. Походить із гірських регіонів на північному заході Північної Америки. Ареал — від Аляски і Північно-західних територій через Канаду до північної Каліфорнії і Нью-Мексико. Відсутній на південному сході США. Натуралізований в регіонах з помірним кліматом.

## Екологія
Росте в сухих і вологих місцях, в смузі від передгір'я до субальпійського поясу.

## Використання
Молоді рослини можна вживати в їжу сирі або варені, їдять листя і квіти. Рослини містять досить велику кількість кальцію, білка і вітамінів А, В1, В2, В6 і С. Вживати в їжу потрібно в міру, тому що вони містять велику кількість оксалатів.
Корінні американці отримували від червоних квіток цієї рослини чорнила. Його наносили на одяг, шкіряні вироби, кошики, і навіть на свою власну шкіру. Колір яскраво-червоний спочатку, потім темніє до фіолетового або темно-бордового.
Вирощують як листовий овоч і декоративну рослину.

## Загроза й захист
Вид знаходиться під загрозою зникнення в штаті Огайо.

## Систематика
Деякі сучасні систематики відносять цей вид до роду Chenopodium і вказують прийнятою назвою  Chenopodium capitatum (L.) Asch., а Blitum capitatum L. вказують як синонім, в той же час, інші відносять його до роду Blitum і вказують прийнятою назвою Blitum capitatum, а Chenopodium capitatum — синонімом.